# Cuarteto de cuerda (Sibelius)
El cuarteto de cuerda en Re menor “Voces intimae”, op. 56 es la obra de música de cámara más famosa del compositor finlandés Jean Sibelius. Este cuarteto de cuerda, de cinco movimientos se publicó en 1909 y se estrenó el 25 de abril de 1910.

## Historia
Cuando era estudiante, Sibelius compuso varias obras para cuarteto de cuerdas. En 1885 terminó un cuarteto de cuerdas en Mi bemol mayor, seguido en 1889, después de algunos movimientos individuales para esta combinación, por un cuarteto de cuerdas en La menor. El primer cuarteto de cuerda en recibir un número de opus fue el cuarteto en Si bemol mayor, op. 4 de 1890. Posteriormente no escribió ningún cuarteto de cuerda hasta este en Re menor, Voces intimae de 1909. Lo compuso entre su Tercera y Cuarta Sinfonía, y fue "la única gran obra para cuarteto de cuerda del período de madurez de Sibelius".
Sibelius compuso el cuarteto desde diciembre de 1908, trabajando en Londres, hasta principios de 1909. Era en un momento en que Sibelius se había convertido en un compositor de fama internacional. Su obra anterior se caracterizaba predominantemente por un estilo de clásico a romántico tardío, complementado con elementos del folclore nórdico. El examen de las formas modernas de música de los albores del siglo XX, incluso a través de intercambios personales con Arnold Schönberg, Igor Stravinsky o Claude Debussy, afectó a Sibelius en una crisis creativa y desencadenó la búsqueda de un nuevo lenguaje musical más personal. Una enfermedad en la laringe, que hizo necesaria la extirpación quirúrgica de un tumor maligno durante la fase compositiva de 1908-1909, contribuyó, al igual que su creciente adicción al alcohol, a una fase de su vida marcada por la duda, depresión y la ansiedad.
El título en latín, que se traduce como 'voces íntimas', marca una 'calidad coloquial' y una 'interioridad' de su música. El compositor escribió sobre su obra en una carta a su esposa: “Resultó ser algo maravilloso. El tipo de cosas que traen la sonrisa a tus labios en la hora de la muerte. No diré más". Sibelius se la presentó a su editor Robert Lienau el 15 de abril de 1909.
Se estrenó el 25 de abril de 1910 en el Instituto de Música de Helsinki. Una reseña del periódico Helsingin Sanomat señalaba: "La composición ha atraído gran espectación y es, sin duda, uno de los trabajos más brillantes de su tipo. No es una composición para el público en general, pues es peculiar y fuera de lo común". Sibelius escribió más tarde sobre su composición: "El material melódico es bueno, pero el armónico podría ser más ligero e incluso, más similar al un cuarteto".

## Estructura y música
El cuarteto tiene una duración media entre 27 y 32 minutos. Sibelius lo estructuró en cinco movimientos:
1. Andante – Allegro molto moderato
2. Vivace
3. Adagio di molto
4. Allegretto (ma pesante)
5. Allegro

El cuarteto está dominado por un estado de ánimo melancólico y misterioso y está escrito con mayor virtuosismo que los cuartetos anteriores de Sibelius. Motivos expresionistas y bruscamente disonantes hablan del esfuerzo del compositor por volver a encontrarse a sí mismo. 
La obra se abre con un diálogo de violín y violonchelo. El primer movimiento contrasta 'la figuración murmurante con acordes firmes'. El segundo movimiento es un scherzo en La mayor, conectado al primero por motivos musicales.
El movimiento lento central se ha descrito como una 'búsqueda conmovedora de la serenidad en Fa mayor'. Contiene 'tres acordes suaves separados en Mi menor, alejados de cualquiera de las implicaciones armónicas anteriores', a los que Sibelius agregó las 'voces íntimas' en la partitura de un amigo. Un segundo scherzo también está conectado por similitud motívica con el primer movimiento. El final, armonioso en Fa mayor, 'con algún toque de violín folclórico', crece en intensidad con marcas del Allegro a semper più energico (siempre más enérgico), descrito como 'música con un fuerte acento de contrastes contundentes de un impulso irresistible'.

## Arreglos
El violinista y compositor finlandés Pekka Kuusisto ha hecho arreglos en la obra para orquesta de cámara, que se incluyó en la gira australiana de Kuusisto en 2009 con la Australian Chamber Orchestra.